# Willemskade (Leeuwarden)
De Willemskade is een straat in de binnenstad van Leeuwarden in de Nederlandse provincie Friesland.

## Geschiedenis
De kade kwam in 1868 gereed en heette oorspronkelijk Zuiderkade. De straat ligt aan beide zijden van de Zuiderstadsgracht. Na bezoek van Willem III in 1873 werd de naam gewijzigd in Willemskade. In het midden van de kade ligt de Prins Hendrikbrug.
Aan de noordoostzijde kwam in 1880 het Beurs- en waaggebouw gereed. In 1898 vestigde de Leeuwarder Stoomboot Maatschappij zich aan de Willemskade. Willemskade 12 was het kantoor van het Nieuwsblad van Friesland en waar Mindert Hepkema in 1909 de Vereniging De Friesche Elf Steden oprichtte. In 1913 werd het eerste kantoor van de Coöperatieve Zuivelbank geopend. 

## Stadsgezicht
De Willemskade ligt binnen het Rijksbeschermd gezicht Leeuwarden. De dertien panden Willemskade 1-27 van architect Thomas Adrianus Romein aan de zuidzijde zijn rijksmonumenten. Aan de zuidwestzijde verrezen hoge kantoorgebouwen, zoals de Achmeatoren (2002), de Averotoren (1991) en kantoren van AEGON.
In 2005 ontstond de Museumhaven. Hier ligt het museumschip de Stânfries X afgemeerd.

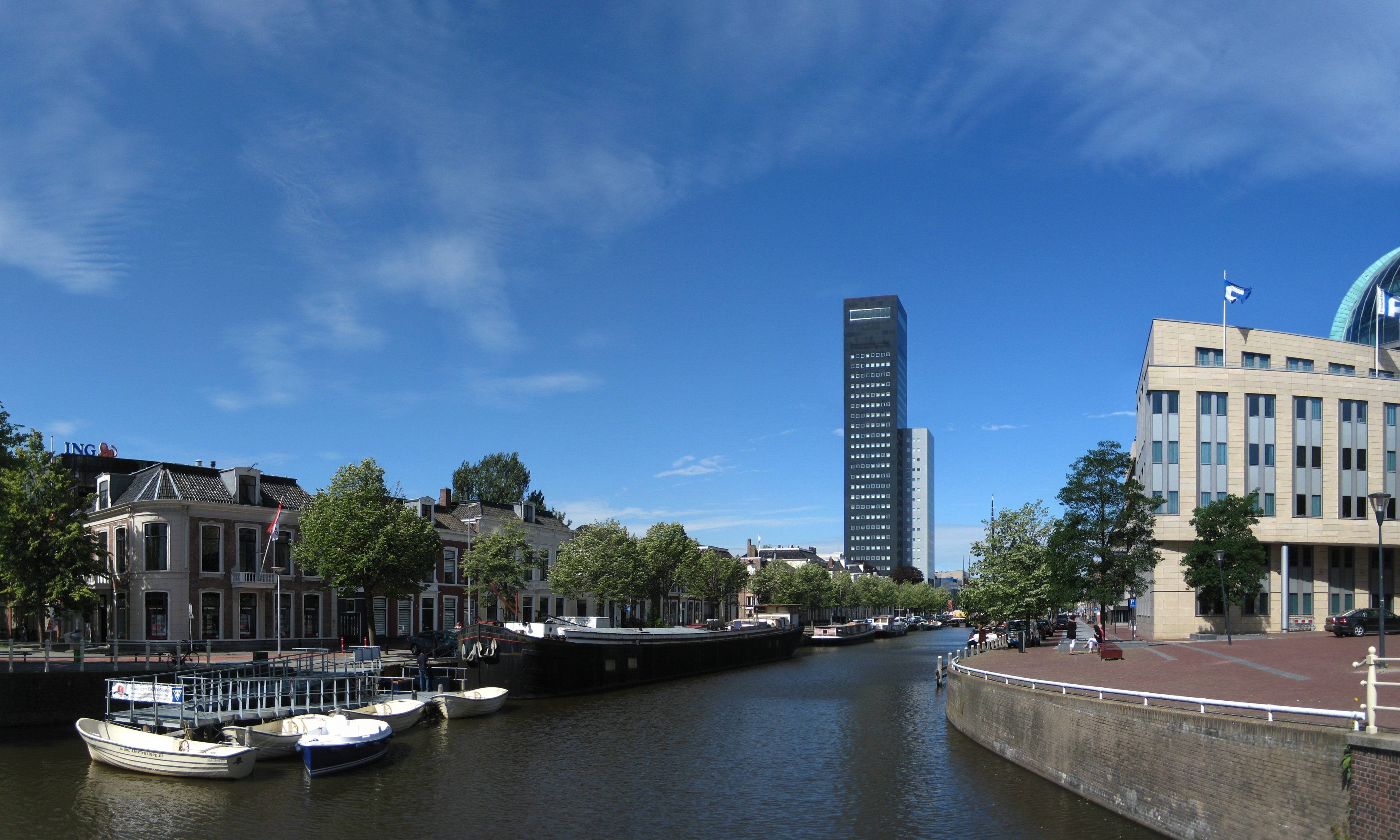
Willemskade en gracht vanaf de Wirdumerpoortsbrug
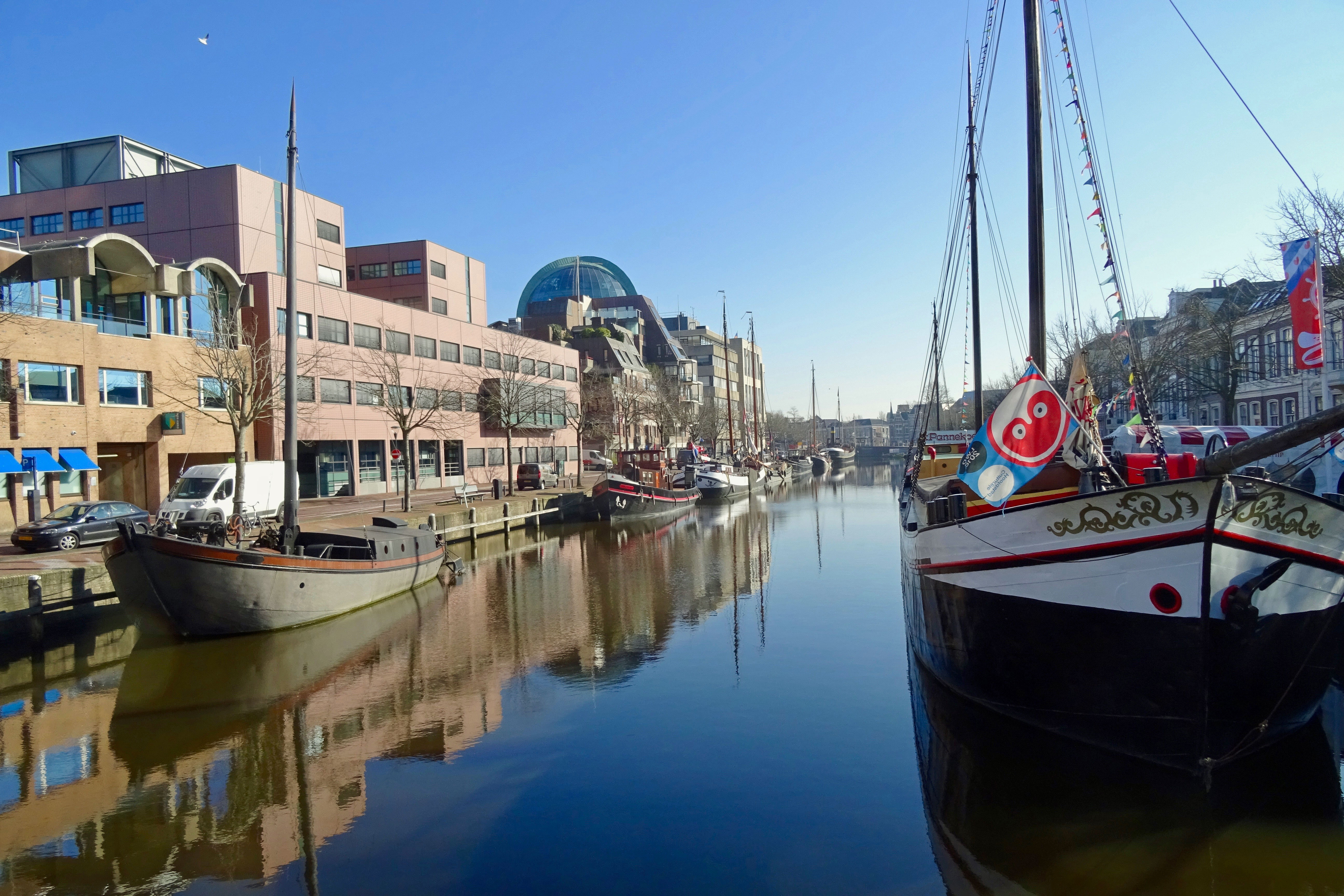
Oostzijde Willemskade vanaf de Prins Hendrikbrug
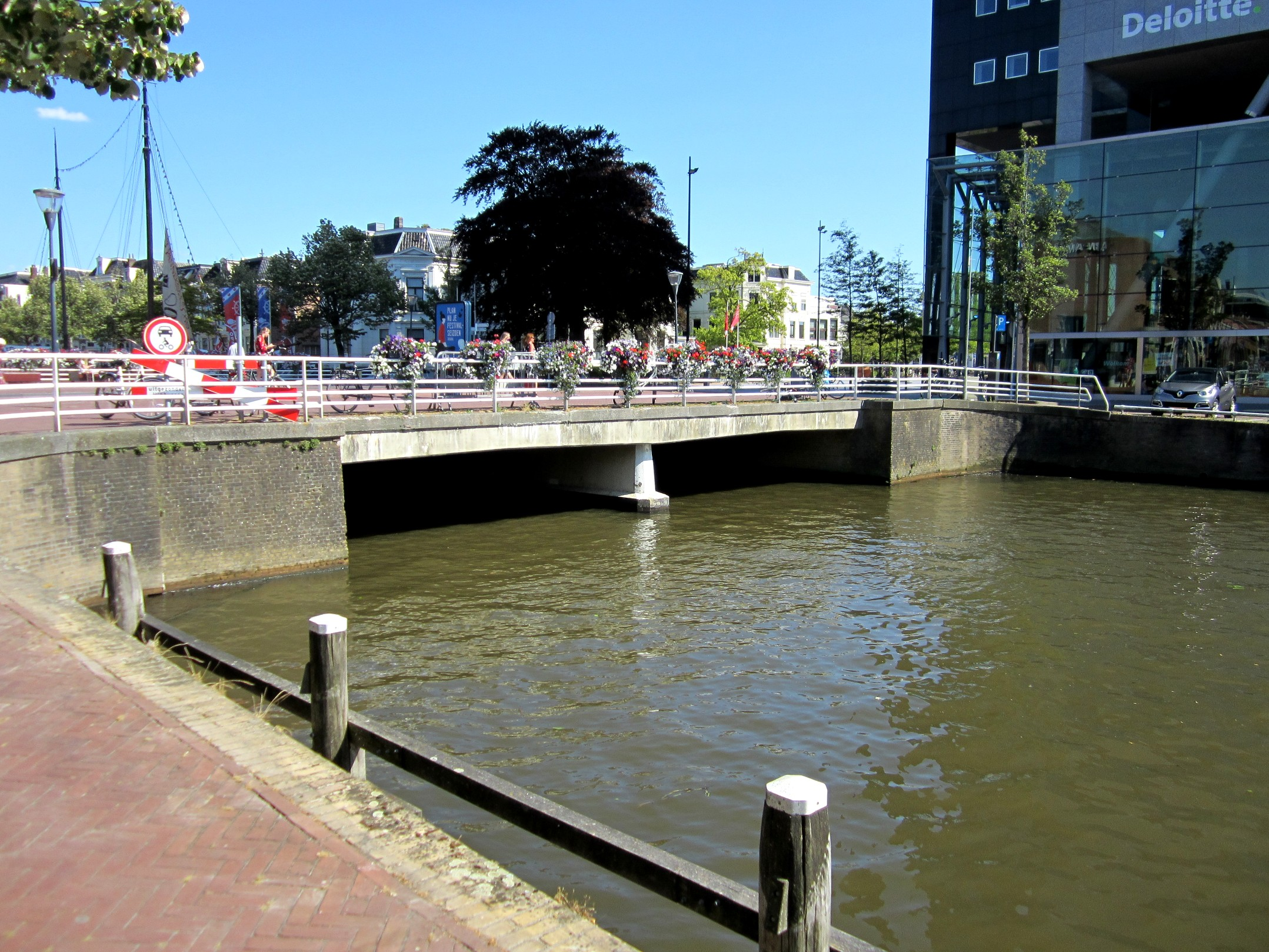
Prins Hendrikbrug